# Lijst van bekende Azerbeidzjaanse schakers
Dit artikel bevat een lijst van bekende Azerbeidzjaanse schakers. Deze zijn bekend vanwege hun spelprestaties. Als het spelprestaties betreft, dan geldt voor opname in deze lijst als indicatie een FIDE-rating. Bij voorkeur is er een bron waaruit de bekendheid blijkt. 
Dit is een complete lijst van alle Azerbeidzjaanse titelhouders met ingang van 2016. De lijst wordt jaarlijks bijgewerkt door FIDE.

## Grootmeesters
- Fərid Abbasov
- Cəmil Ağamalıyev
- Cahangir Ağarəhimov
- Rəşad Babayev
- Rüfət Bağırov
- Vüqar Həşimov (overleden)
- Aydın Hüseynov (overleden)
- Qədir Hüseynov
- Rəsul İbrahimov
- Elmar Məhərrəmov
- Nicat Məmmədov
- Rauf Məmmədov
- Şəhriyar Məmmədyarov
- Azər Mirzəyev
- Arkady Naiditsch
- Namiq Quliyev
- Sərxan Quliyev
- Teymur Rəcəbov
- Eltaj Safarli

## Internationale Meesters
- Nicat Abasov
- Orxan Abdulov
- Kamal Ağayev
- Nicat Ağayev
- Anar Allahveridyev
- Talib Babayev
- İlqar Bacarani
- Sənan Dövlətov
- Vasif Durarbəyli
- Rauf Hacılı
- Elmir Hüseynov
- Misrəddin İsgəndərov
- İzzət Kənan
- Cavad Məhərrəmzadə
- Ayaz Məmmədov
- Rəhim Qasımov
- Loğman Quliyev
- Vüqar Rəsulov
- Bəhruz Rzayev
- Ülvi Sadıqov
- Fikrət Sideifzadə
- Asif Yəqubi
- Məhəmməd Zülfüqarlı

## Vrouwelijke Grootmeesters
- Elmira Əliyeva
- Ağasıyeva Fidan
- Məmmədova Gülnar
- Xəyalə İsgəndərova
- Gülnar Məmmədova
- Türkan Məmmədyarova
- Zeinab Mamedyarova
- Gunay Mammadzada
- Kazımova Nərmin
- İsmayılova Pərvanə
- İlahə Qədimova
- Aynur Sofiyeva
- Nərgiz Umudova

## Vrouwelijke Internationale Meesters
- Nərmin Məmmədova